# Black and Blue
| Оценки критиков | Оценки критиков |
| Источник        | Оценка          |
| --------------- | --------------- |
| AllMusic        | ссылка          |
| Роберт Кристгау | A–              |
| Rolling Stone   | ссылка          |

Black and Blue (с англ. — «Чёрный и синий») — тринадцатый британский и пятнадцатый американский студийный альбом The Rolling Stones, был издан 23 апреля 1976 года на собственном лейбле группы. Это был первый студийный альбом «Роллингов», в котором полноценное участие принял Ронни Вуд, пришедший на замену Мику Тейлору. Ранее Вуд уже играл с группой на композиции «It’s Only Rock 'n Roll» из одноименного альбома, на этой пластинке он поучаствовал в записи половины песен (в основном бэк-вокал), наряду с двумя другими гитаристами — Уэйном Перкинсом и Харви Манделом. Кит Ричардс позже описал ситуацию: «Это было чем-то вроде выбора нового гитариста».

## Список композиций
Все песни написаны Миком Джаггером и Китом Ричардсом, за исключением отмеченных.
| №  | Название                           | Длительность |
| -- | ---------------------------------- | ------------ |
| 1. | «Hot Stuff»                        | 5:20         |
| 2. | «Hand of Fate»                     | 4:28         |
| 3. | «Cherry Oh Baby» (Эрик Дональдсон) | 3:57         |
| 4. | «Memory Motel»                     | 7:07         |

| №  | Название                                  | Длительность |
| -- | ----------------------------------------- | ------------ |
| 5. | «Hey Negrita» (вдохновленная Ронни Вудом) | 4:59         |
| 6. | «Melody» (вдохновленная Билли Престоном)  | 5:47         |
| 7. | «Fool to Cry»                             | 5:04         |
| 8. | «Crazy Mama»                              | 4:34         |

## Участники записи
The Rolling Stones
- Мик Джаггер — ведущий и бэк-вокал на «Hot Stuff», «Cherry Oh Baby», «Memory Motel», «Fool to Cry», а капелла на «Hey, Negrita», перкуссия на «Hot Stuff», ритм-гитара на «Crazy Mama», электропианино на «Fool to Cry», фортепиано на «Memory Motel», притопывание на «Melody»
- Кит Ричардс — электрогитара, бэк-вокал на «Hot Stuff», «Hand of Fate», «Cherry Oh Baby», «Memory Motel», «Crazy Mama», а капелла на «Cherry Oh Baby», вокал, а капелла, родес-пиано на «Memory Motel», электро wah-wah гитара на «Hot Stuff» and «Fool to Cry», гитара и бас-гитара на «Crazy Mama»
- Ронни Вуд — лид-электрогитара на «Hey Negrita», электрогитара на «Cherry Oh Baby» и «Crazy Mama», бэк-вокал на «Hot Stuff», «Hand of Fate», «Memory Motel», «Hey, Negrita», «Crazy Mama»
- Чарли Уоттс — ударные, перкуссия
- Билл Уаймен — бас-гитара, перкуссия на «Hot Stuff»

Приглашённые музыканты
- Билли Престон — орган на «Hey Negrita» and «Melody», фортепиано на «Hot Stuff», «Hand of Fate», «Hey, Negrita», «Crazy Mama», «Melody» и «Crazy Mama», синтезатор на «Memory Motel», а капелла на «Melody», бэк-вокал на «Hot Stuff», «Memory Hotel», «Hey, Negrita», перкуссия на «Melody»
- Ники Хопкинс — фортепиано и ARP String Ensemble на «Fool to Cry», орган на «Cherry Oh Baby»
- Харви Мандел — соло-электрогитара на «Hot Stuff» и «Memory Motel»
- Уэйн Перкинс[англ.] — акустическая гитара на «Memory Motel» и соло-электрогитара на «Hand of Fate» и «Fool to Cry»
- Олли Браун[англ.] — перкуссия на «Hot Stuff», «Hand of Fate», «Cherry Oh Baby», «Hey, Negrita», «Crazy Mama»
- Иэн Стюарт — перкуссия на «Hot Stuff»
- Ариф Мардин — аранжировка духовых инструментов на «Melody»
- Кит Хэрвуд[англ.], Глин Джонс, Фил Макдональд[англ.], Lew Hahn — звукоинженеры
- Jeremy Gee, Dave Richards, Tapani, Steve Dowd, Джин Пол[англ.] — ассистенты звукоинженера
- Lee Hulko — мастеринг на студии Sterling Sound (1976)
- Роберт Людвиг — мастеринг компакт-диска на студии Gateway Mastering Studios (переиздание лейбла Virgin, 1994)

## Хит-парады
| Год  | Чарт                | Высшая позиция |
| ---- | ------------------- | -------------- |
| 1976 | UK Top 60 Albums    | 2              |
| 1976 | French Albums Chart | 1              |
| 1976 | Dutch Albums Chart  | 1              |
| 1976 | Billboard 200       | 1              |

| Хит-парад (1976)                   | Позиция |
| ---------------------------------- | ------- |
| Канада (RPM Year-End)              | 19      |
| США (Billboard Top Popular Albums) | 35      |

Синглы
| Год  | Сингл         | Чарт              | Высшая позиция |
| ---- | ------------- | ----------------- | -------------- |
| 1976 | «Fool to Cry» | UK Top 50 Singles | 6              |
| 1976 | «Fool to Cry» | Billboard Hot 100 | 10             |
| 1976 | «Hot Stuff»   | Billboard Hot 100 | 49             |
| 1976 | «Hot Stuff»   | Black Singles     | 84             |
| 1976 | «Hot Stuff»   | Club Play Singles | 11             |

### Сертификация
| Страна            | Организация | Сертификация (продажи) |
| ----------------- | ----------- | ---------------------- |
| Соединенные Штаты | RIAA        | Платиновый             |
| Франция           | SNEP        | Золотой                |
| Великобритания    | BPI         | Золотой                |